# 伊能景敬
伊能 景敬（いのう かげたか、明和3年（1766年） - 文化10年6月7日（1813年7月4日））は、江戸時代の商人。伊能三郎右衛門家当主。

## 概略
『大日本沿海輿地全図』を作成した伊能忠敬と妻ミチの長男として1766年に生まれる。
異母弟に秀蔵、順次がいる。子に伊能忠誨と銕之助がいる。
寛政6年（1794年）に父・忠敬が隠居を許されたことに伴い、29歳で家督を相続した。忠敬譲りの才覚で家業をもり立てたものの、文化10年（1813年）6月7日に父に先立ち死去した。享年48歳。
なお、景敬の姉・妙薫は、当時70歳近い老齢となっていた忠敬に心配をかけまいと景敬の死を伏せ、景敬没後の8月12日に出した手紙にも「景敬は大病に罹っている」と書いた。これを読んだ忠敬は、「景敬がよくなればよいが難しいだろう。」とし、「景敬が大病でも、孫の三治郎と銕之助がいるから安心だ」と妙薫に送り返した。忠敬はこのときすでに長男である景敬の死を察知していたと推定されている。
景敬没後の伊能家は幼少の当主・忠誨（景敬の長男）を周りが補佐する事で家業を維持したが、忠誨が22歳で早世した事で当主不在となった。さらに景敬の次男・銕之助も早世し、当主に就ける男子がいなくなった。
しかし、佐原の名家の1つである伊能三郎右衛門家は忠誨の没後も一族の管理下に置かれて存続した。しかし、当主不在が続く中で家業の不振は深刻化していき、天保年間には酒造業は廃業に追い込まれている。